# عصام عبدالله
عصام عبدالله عکاس خبری رویترز که در ۱۳ اکتبر ۲۰۲۳ در حالی که در جریان جنگ ۲۰۲۳ اسرائیل و حماس مشغول تهیه گزارش در جنوب لبنان بود؛ بر اثر شلیک موشک توسط نیروهای دفاعی اسرائیل کشته شد.

## زندگی‌نامه
عبدالله از سال ۲۰۰۷ و در حالی که دانشجو بود و به عنوان یک فریلنسر کار می‌کرد؛ با رویترز همکاری داشت. عبدالله هر جا که می‌رفت یک دوربین فیلمبرداری و یک دوربین برای عکاسی با خود حمل می‌کرد. او ابتدا فیلمی از درگیری‌های داخلی لبنان تهیه کرد.
عصام عبدالله از جنگ سوریه، جنگ اوکراین و برخی درگیری‌های دیگر گزارش داد. عبدالله به دلیل پوشش خبری انفجار ۲۰۲۰ بیروت به عنوان عکاس خبری سال ۲۰۲۰ رویترز نامزد شد. او یکی از اولین و قوی‌ترین تصاویر این فاجعه را در اختیار مطبوعات جهان قرار داده بود. عصام عبدالله عضوی از تیم بزرگ‌تری بود که در سال ۲۰۲۲ به دلیل پوشش خبری جنگ روسیه و اوکراین برنده این جایزه شد.
عبدالله و سایر خبرنگاران درگیری‌های میان لبنان و اسرائیل در جنوب لبنان را در نزدیکی منطقه علما الشعب پوشش دادند. این گروه مورد اصابت موشک یا نارنجک قرار گرفت. در این حادثه عصام عبدالله کشته شد، شش خبرنگار دیگر از خبرگزاری رویترز و عکاس کریستینا عسی و دیلن کالینز خبرنگار ویدئویی از خبرگزاری فرانسه و همچنین یک خبرنگار از شبکه الجزیره زخمی شدند.
ارتش لبنان اعلام کرد عبدالله در اثر شلیک موشک نیروهای دفاعی اسرائیل کشته شده‌است. یکی دیگر از خبرنگاران رویترز حاضر در محل گفت که عبدالله بر اثر شلیک از سمت اسرائیل کشته شد.
عبدالله در ۱۴ اکتبر ۲۰۲۳ در زادگاهش روستای خیام در جنوب لبنان در کنار پدرش که یک سال قبل درگذشته بود به خاک سپرده شد. خبرنگاران برای گرامیداشت یاد او دوربین‌های خود را روی قبر گذاشتند.

## واکنش‌ها
- ریچارد هخت، سخنگوی ارتش اسرائیل در مورد این حادثه گفت: «ما بسیار متاسفیم» اما تأیید نکرد که خبرنگاران مورد اصابت گلوله‌های اسرائیلی قرار گرفته‌اند.[۵]
- مایکل داونی، روزنامه‌نگاری که برای نیویورک تایمز و بی‌بی‌سی کار می‌کند، دربارهٔ ویدئویی که مدت کوتاهی قبل از حادثه گرفته شده بود، اظهار نظر کرد: «بدون شلیک هشدار، این عمدی بود».[۳]
- علی هاشم، خبرنگار الجزیره از علما الشعب، گفت: «گلوله تانک مستقیماً به آنها اصابت کرد.» وی افزود که تیم خبرنگاران به وضوح به عنوان مطبوعات مشخص شده بودند.[۶]
- به گزارش رسانه‌های دولتی، دولت لبنان به دلیل کشته شدن این خبرنگار در خاک خود به شورای امنیت سازمان ملل شکایت رسمی داد. در لبنان فرض بر این است که این یک قتل عمدی بوده‌است. نماینده اسرائیل در سازمان ملل متحد تأکید کرد که اسرائیل هرگز نمی‌خواهد به خبرنگاران آسیب برساند، اما در یک جنگ، «هر چیزی ممکن است رخ دهد.»[۷]
- علاوه بر این، خبرگزاری فرانسه از مقامات اسرائیلی و لبنانی خواست تا «تحقیقات همه جانبه ای را برای تعیین شرایط و مسئولیت تیراندازی در امتداد مرز خود که منجر به کشته و زخمی شدن خبرنگاران در حین انجام وظیفه شد انجام دهند.»[۸]